# Sonneratia hainanensis
Sonneratia hainanensis är en fackelblomsväxtart som beskrevs av W.C. Ko, E.Y. Chen och W.Y. Chen. Sonneratia hainanensis ingår i släktet Sonneratia och familjen fackelblomsväxter. Inga underarter finns listade i Catalogue of Life.